# Josef Amstutz
Josef Amstutz (* 5. März 1927 in Kerns; † 1999) war ein Schweizer römisch-katholischer Theologe.

## Leben
Josef Amstutz war der Sohn der Familie Tobias und Karolina Amstutz-Ming. Er trat nach seiner Ausbildung in Immensee und im Missionsseminar Schöneck in die Missionsgesellschaft Bethlehem ein und feierte 1953 in seiner Heimatpfarrei die Primiz. Er erwarb 1957 das Doktorat in Theologie an der Universität Gregoriana sowie 1959 an der University of Oxford den Ph.D. Er war zwei Jahre Missionar in Rhodesien und wurde anschliessend in der ersten Konzilssession Berater von Aloysius Haene. Von 1967 bis 1981 leitete er die Missionsgesellschaft Bethlehem als Generaloberer.

## Schriften (Auswahl)
- Haplotēs. Eine begriffsgeschichtliche Studie zum jüdisch-christlichen Griechisch. Bonn 1968, OCLC 5073569.
- Kirche der Völker. Skizze einer Theorie der Mission. Freiburg im Breisgau 1972, ISBN 3-451-02057-2.
- Charles de Foucauld in Tamanrasset. Forscher, Politiker, Mönch und Missionar. Protokoll des Vortrags vom 29. Juni 1993. Luzern 1993, OCLC 75386082.
- Missionarische Präsenz - Charles de Foucauld in der Sahara. Immensee 1997, ISBN 3-85824-079-6.
- Weitersagen, wo es Brot gibt. Spirituelle Texte zu kirchlichen Festen und ein Essay zum missionarischen Auftrag. Luzern 2015, ISBN 978-3-7252-0978-1.